# Каминьский, Матеуш
Матеуш Каминьский (пол. Mateusz Kamiński, род. 3 мая 1991, Ольштын) — польский гребец-каноист, бронзовый призёр чемпионатов мира и Европы, а также летней Универсиады 2013 года.

## Спортивная карьера
Игрок спортивного клуба Ольштын (пол. OKSW Olsztyn).
Самые большие достижения во взрослой карьере — бронзовая медаль ЧМ-2015 в дисциплине C-1 5000 м, бронзовая медаль чемпионата Европы 2016 в дисциплине C-1 5000 м (в этих же соревнованиях занял 7 место в дисциплине C-2 1000 м).
Представлял Польшу на ЧМ-2013 (C-4 1000 м — 9 место), чемпионате Европы 2013 (C-4 1000 м — 5 место) и 2015 (C-2 200 м — 9 место, C-2 500 м — 5 место) и в Европейских Играх 2015 (C-2 1000 м — 7 место).
На Универсиаде в 2013 завоевал бронзовую медаль в дисциплине C-4 1000 м (партнерами были Петр Кулета, Михал Кудла и Патрик Сокол).
В 2014 выиграл чемпионат Польши в дисциплинах C-2 500 м и C-2 1000 м (в обоих стартах в паре с Томашем Барняком).
Участвовал в летних Олимпийских играх 2016 года в дисциплине каноэ-двойки, 1000 метров в паре с Михалом Кудлой.